# زاراند
زاراند هي قرية تقع في إقليم أراد في رومانيا. تبعد عن أراد 51 كم.

## السكان
حسب إحصائيات 2002 بلغ عدد سكان القرية 2,674 نسمة.